# Raciborowice Dolne (gromada)
Raciborowice Dolne – dawna gromada, czyli najmniejsza jednostka podziału terytorialnego Polskiej Rzeczypospolitej Ludowej w latach 1954–1972.
Gromady, z gromadzkimi radami narodowymi (GRN) jako organami władzy najniższego stopnia na wsi, funkcjonowały od reformy reorganizującej administrację wiejską przeprowadzonej jesienią 1954 do momentu ich zniesienia z dniem 1 stycznia 1973, tym samym wypierając organizację gminną w latach 1954–1972.
Gromadę Raciborowice Dolne z siedzibą GRN w Raciborowicach Dolnych utworzono – jako jedną z 8759 gromad na obszarze Polski – w powiecie bolesławieckim w woj. wrocławskim, na mocy uchwały nr 10/54 WRN we Wrocławiu z dnia 2 października 1954. W skład jednostki weszły obszary dotychczasowych gromad Raciborowice Dolne, Raciborowice Górne i Iwiny ze zniesionej gminy Warta Bolesławiecka w powiecie bolesławieckim oraz obszar dotychczasowej gromady Jurków wraz z częścią obszarów leśnych (na północ i południe od Jurkowa) z dotychczasowej gromady Grodziec ze zniesionej gminy Pielgrzymka w powiecie złotoryjskim w tymże województwie. Dla gromady ustalono 27 członków gromadzkiej rady narodowej.
Gromada przetrwała do końca 1972 roku, czyli do kolejnej reformy gminnej.